# Alex Haydock-Wilson
Alex Haydock-Wilson, född 28 juli 1999 i London, är en brittisk friidrottare som tävlar i kortdistanslöpning.

## Karriär
Alex Haydock-Wilson ingick i det brittiska stafettlag som tog brons på 4 x 400 meter vid världsmästerskapen i friidrott 2023. Han ingick även i det brittiska stafettlag på 4 x 400 meter som tog brons vid OS 2024, och det mixade 4 x 400-laget som också tog brons.